# Pride of Africa

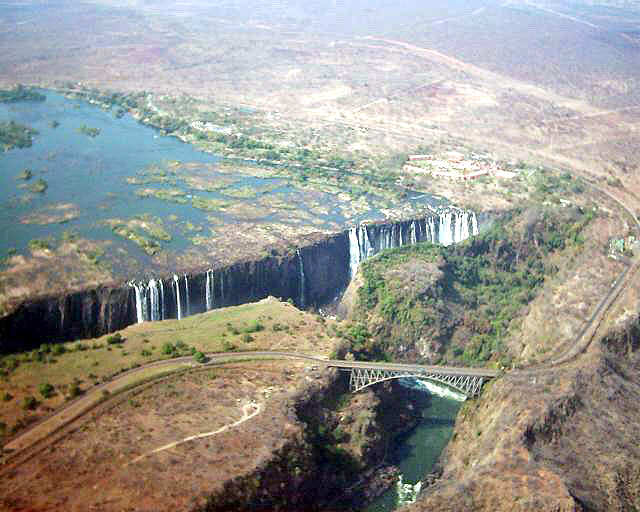
Victoriafallen och järnvägsbron mellan Zambia och Zimbabwe.

Pride of Africa (Afrikas stolthet) är ett lyxigt tåg som trafikerar linjer i södra Afrika. Det drivs av  sydafrikanska Rovos Rail och går från stationen i Pretoria genom Sydafrika och grannländerna Zimbabwe, Zambia och Tanzania. Resenärerna bor i kupéer ombord på tåget som påminner om de klassiska tågen från 1920-talet. Pride of Africa har flera gånger utsetts till Världens lyxigaste tåg.
I Sydafrika går tåget mellan  Pretoria och Cape Town med stopp i Matjiesfontein och Kimberley. En annan linje går från Pretoria till Dar es Salaam i Tanzania via Viktoriafallen i Zimbabwe och Botswana. 
År 2019 öppnades en ny linje mellan Tanzania och Angola via Zambia och Demokratiska republiken Kongo.